# Brug 1880
Brug 1880 is een bouwkundig kunstwerk in Amsterdam Nieuw-West.
De vaste brug dateert van ongeveer 1994 toen hier in de buurt De Aker West in de wijk Middelveldsche Akerpolder (MAP) steeds meer bebouwing kreeg. De wijk kreeg allerlei straatjes die met zijn alle verbonden werden met De Alpen, de belangrijkste verkeersader hier. De Alpen ligt daarbij tussen twee verschillende afwateringstochten tussen twee woonwijken. Brug 1880 maakt deel uit van die bruggen die de dwarsverbinding verzorgen:
- Titus Brandsmabrug (Brug 792) van Geertruida van Lierstraat naar Nisserstraat
- Brug 1879 van Nisserstraat naar De Alpen
- Brug 1880 van De Alpen naar Vätternkade en Allenstraat.

De brug is bijna geheel van beton, gezet op een betonnen paalfundering. De brugleuningen zijn van metaal en staan enigszins naar binnen gericht. 
<<< · 1800 · 1801 · 1802 · 1803 · 1804 · 1805 · 1806 · 1807 · 1808 · 1809 ·  1810 · 1811 · 1812 · 1813 · 1814 · 1815 · 1816 · 1818 · 1819 · 1820 · 1821 · 1822 · 1823 · 1824 · 1826 · 1827 · 1828 · 1829 · 1830 · 1831 · 1832 · 1833 · 1834 · 1835 · 1836 · 1837 · 1838 · 1839 · 1840 · 1841 · 1842 · 1843 · 1844 · 1845 · 1846 · 1847 · 1848 · 1849 · 1850 · 1851 · 1852 · 1853 · 1854 · 1855 · 1856 · 1857 · 1858 · 1859 · 1860 · 1861 · 1862 · 1863 · 1864 · 1865 · 1866 · 1867 · 1868 · 1869 ·  1870 · 1871 · 1872 · 1873 · 1874 · 1875 · 1876 · 1877 · 1879 ·  1880 · 1881 · 1882 · 1883 · 1884 · 1885 · 1886 · 1888 · 1889 · 1890 · 1891 · 1892 · 1893 · 1894 · 1895 · 1896 · 1897 · 1898 · 1899 · >>>
Brugnummers 1817, Brug 1819, 1820, 1825, 1878, 1887  zijn niet (meer) vergeven.